# Synodontis angelicus
Synodontis angelicus (синодонтіс-янгол) — прісноводний вид риб з роду Synodontis родини Пір'явусі соми ряду сомоподібні. Мешкає у водоймах тропічної Африки, утримують також в акваріумах. Інша назва «зірчастий синодонтіс».

## Опис
Завдовжки сягає 55 см. Спостерігається статевий диморфізм: самиця більша за самців. Очі великі. Рот розташовано внизу. Є 3 пари вусів. на нижній щелепі зуби мають S-подібну форму. Тулуб щільний, трохи витягнутий, трохи сплощений з боків. Спинний плавець помірно довгий, з 1 жорстким зазубреним променем. Жировий плавець великий. Грудні та хвостовий плавці сильно зубчаті. Хвостовий плавець глибоко вирізаний.
Забарвлення коливається в залежності від місцевості перебування: від сірого з численними цятками білого кольору до блискучого чорного кольору з яскраво-жовтими плямами або шоколадного кольору з яскраво-помаранчевими плямами. За таке забарвлення сом отримав свою іншу назву. Молодь має червоно-фіолетовий колір з білими плямами. Спинний, жировий та анальний плавці з зебровим малюнком.

## Спосіб життя
Бентопелагічна риба. Зустрічається в річках з піщано-гравійним ґрунтом. Вдень ховається у печерках, під камінням. Активна вночі. Живиться переважно (70 %) ракоподібними, молюсками, мальками, а також водоростями.
Статева зрілість настає у віці 2 років. Нерест припадає на сезон дощів. Самиці відкладають ікру в печерах або ущелинах. Батьки не піклуються про кладку.
Тривалість життя до 15 років.

## Розповсюдження
Мешкає у басейні річки Конго — в межах Камеруну, Республіки Конго, Демократичної республіки Конго.

## Утримання в акваріумі

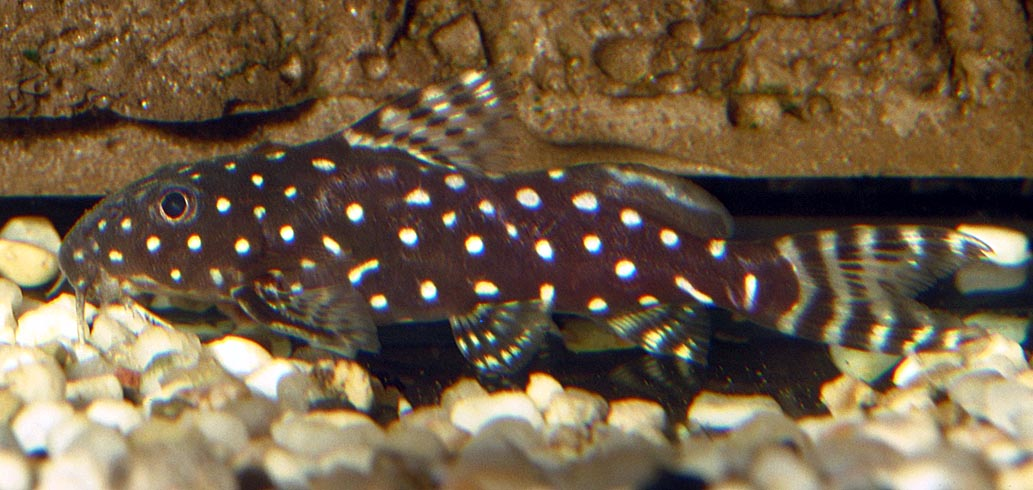
В акваріумі

Спокійна і миролюбна риба. Рекомендують утримувати в акваріумі об'ємом від 150 літрів з великою кількістю укриттів (печер, гротів, корчів) та великолистовими рослинами. Рекомендовані параметри води: температура 24—28 °C, pH 6,5—7,0, твердість 3—12°dH. Потрібні аерація, фільтрація та регулярні підміни води. Раціон повинен складатися на 70 % з живого (трубочник, мотиль, дафнії, коретра, нежирне м'ясо) та на 30 % з рослинного (листя салату, кульбаби, крихти хліба) кормів.